# Kia Forum
Kia Forum (anteriormente conocido como Great Western Forum, The Forum Presented by Chase, The Forum e informalmente como L.A. Forum) es un recinto deportivo cubierto, situado en la ciudad de Inglewood (condado de Los Ángeles, California, Estados Unidos), que fue inaugurado el 30 de diciembre de 1967. Se bautizó como "Forum" porque su diseño evocaba al Foro Romano.
Consiguió fama internacional al ser la sede entre 1967 y 1999 de Los Angeles Lakers (National Basketball Association) y de Los Angeles Kings (National Hockey League), antes de que ambos equipos se trasladaran al Staples Center de la ciudad de Los Ángeles. Ha sido también la sede del equipo femenino de baloncesto de Los Angeles Sparks entre 1997 y 2000, que acabaron trasladándose igualmente al Staples Center.
Fue construido entre 1966 y 1967 por Jack Kent Cooke, que era el propietario de los equipos de Los Angeles Lakers y Los Angeles Kings. En 1979 vendió el estadio y ambos equipos a Jerry Buss. Tras la mudanza al Staples Center de todos los equipos, en 2000 el recinto pasó a ser propiedad de la congregación religiosa "Faithful Central Bible Church", albergando espectáculos musicales y su ceremonia religiosa de los domingos. En 2012 fue comprada por la empresa Madison Square Garden Company, propietaria del Madison Square Garden de Nueva York. El magnate Steve Ballmer, propietario del equipo de la NBA Los Angeles Clippers, adquirió el recinto en 2020.
En 1972 y 1983 albergó el All-Star Game de la NBA, y en 1981 el de la NHL. Además, ha sido la sede del torneo de baloncesto masculino de la Big West Conference de la NCAA entre 1983 y 1988 y el de la Pacific Ten Conference en 1989.
Kia Forum se ubicaba a un centenar de metros de los hoy desaparecidos hipódromo de Hollywood Park y casino de Hollywood Park, y a 5 km del Aeropuerto Internacional de Los Ángeles.

## Historia

### Años 1970
The "Fabulous" Forum, como se le conoció coloquialmente entre los habitantes de Inglewood, fue construido por Jack Kent Cooke, propietario de los Lakers y propietario fundador también de los Kings, en 1967. La estructura circular, que tuvo un coste de 16 millones de dólares, fue denominada así y diseñada para evocar el Foro Romano. Tiene una capacidad para 17.505 espectadores para el baloncesto, 16 005 para el hockey sobre hielo y 18 000 para conciertos. No tiene palcos de lujo, y más del 70% de las localidades están situadas entre los dos fondos, lo que hace que ninguna localidad diste más de 50 metros del terreno de juego.
El Forum se convirtió en todo un emblema del Área Metropolitana de Los Ángeles, según los Lakers iban logrando triunfos y las estrellas de Hollywood se acercaban a ver los partidos. Ha albergado además infinidad de partidos de tenis, conciertos de rock & roll, combates de boxeo, espectáculos sobre hielo y actos políticos. Se le ha denominado también Los Angeles Forum o L.A. Forum para diferenciarlo de otras construcciones con el mismo nombre.
Fue sede del segundo combate de boxeo entre Muhammad Ali y Ken Norton en 1973. Además solía albergar combates de boxeadores latinoamericanos como José Nápoles, Chucho Castillo, Rubén Olivares, Carlos Zárate Serna y Alfonso Zamora.
En 1979, Cooke vendió el Forum a Jerry Buss junto con los Lakers y los Kings por la entonces cifra récord de 67,5 millones de dólares.

### Años 1980
El éxito logrado por Lakers en la década de los 80, ganando cinco títulos de la NBA y llegando a las finales en ocho de diez ocasiones, hizo que la popularidad del recinto creciera a nivel internacional.
En 1984 el Forum volvió a tener protagonismo, al albergar la competición de baloncesto de los Juegos Olímpicos de Los Ángeles 1984.
En 1988 el propietario vendió los derechos de utilización del nombre del pabellón al Great Western Bank, redecorando el exterior y cambiando el nombre por el de Great Western Forum, algo que en principio no gustó a los aficionados angelinos, pero que posteriormente se consideró un hecho natural el uso de la nueva nomenclatura.

### Años 1990
Los boxeadores mexicanos Juan Manuel Márquez y Marco Antonio Barrera lograron doce y diez victorias consecutivas respectivamente en The Forum.
A principios de los años 90, el pabellón estaba entre los más viejos entre los deportes profesionales estadounidenses. Antes de que diera comienzo la temporada 1991-92 de la NBA se instaló un moderno marcador electrónico, remplazando al que se había usado desde 1967. Pero continuaba careciendo de palcos de lujo, y de espacio para uso como zona comercial, por lo que las autoridades de Los Ángeles, buscando revitalizar el centro de la ciudad, planearon la construcción de un moderno estadio que remplazara al viejo Forum, alejándolo de Inglewood.
Los propietarios de los Clippers dieron el visto bueno al proyecto, que recibiría el nombre de Staples Center, y éstos junto con los Lakers se trasladaron allí en 1999.

### Años 2000
Tras culpar al estadio de su bajo número de espectadores, el equipo femenino de Los Angeles Sparks siguió los pasos de Lakers y Kings en 2000, trasladándose a Staples Center. La iglesia Faithful Central Bible Church adquirió el Forum a finales de ese año, ofreciendo desde entonces sus servicios religiosos allí, para sus 12 000 fieles. Además, ha servido de escenario para innumerables conciertos de artistas como Metallica, Madonna, los Rolling Stones, Iron Maiden, Green Day, Guns n' Roses y Red Hot Chili Peppers. Grupos como Foo Fighters han rodado vídeos en su interior.
En 2003 terminó el contrato que ligaba al Great Western Forum con el estadio, aunque el nombre del mismo no desapareció del recinto hasta 2006. La desaparición del deporte profesional del recinto hizo que perdiera representatividad y fama, y de hecho mucha gente desconoce hoy en día en la ciudad de Los Ángeles que el nombre del estadio vuelve a ser el original, sin el patrocinador.
En la primavera de 2009, el estadio acogió parte de los ensayos de la que sería la última gira del cantante Michael Jackson, This Is It, cancelada tras la repentina muerte del artista el 25 de junio. Estos ensayos fueron filmados y forman parte del documental Michael Jackson's This Is It.

### Años 2010
Madison Square Garden Entertainment, la empresa propietaria del Madison Square Garden, compró el Forum en 2012 por 23,5 millones de dólares y prometió invertir otros 50 millones para modernizar el recinto.
En mayo de 2014 albergó un combate de boxeo entre Juan Manuel Márquez y Mike Alvarado, y en agosto de 2014 fue sede de los MTV Video Music Awards. En 2015 y 2016 ha sido la sede de la entrega de los Nickelodeon Kids' Choice Awards. En junio de 2016 fue sede del combate de artes marciales mixtas UFC 199.
El 26 de agosto de 2016 fue testigo con lleno total de la última presentación del cantautor e ídolo mexicano Juan Gabriel quien falleciera 48 horas después a causa de un infarto el 28 de agosto del mismo año en Santa Mónica (California).
En agosto de 2017 The Forum fue el lugar donde se entregaron los premios MTV Video Music Awards por segunda vez.
El 4 de abril de 2019 la empresa mexicana Lucha Libre AAA Worldwide anunció que su segundo evento en los Estados Unidos será el evento de lucha libre profesional en el lugar.

### Años 2020
El empresario multimillonario Steve Ballmer, propietario del equipo de la NBA Los Angeles Clippers, anunció planes para construir para su equipo un nuevo estadio, Intuit Dome, a unos 400 metros del Forum, lo que provocó una demanda de la propietaria del recinto, la empresa Madison Square Garden Entertainment. El conflicto finalmente se resolvió en 2020 cuando Ballmer adquirió por 400 millones de dólares el complejo a MSGE para destinarlo a espectáculos y conciertos musicales tras una renovación del complejo durante un año y medio debido al parón de espectáculos sufrido por la covid-19. A solo 300 metros se encuentra el SoFi Stadium, sede de los equipos Los Angeles Rams y Los Angeles Chargers de la National Football League (NFL).
El 4 de abril de 2022 la empresa Kia Motors, cuya sede estadounidense se encuentra en Irvine (California), adquirió los derechos del nombre de la instalación y la rebautizó como Kia Forum.